# Christian Meisner
Christian Meisner (* 6. April 1868 in Bamberg; † 11. Juli 1944 in Heidelberg) war ein deutscher Jurist und Politiker (DDP).

## Leben
Nach dem Besuch der Volksschule und der Gymnasien in Bamberg, Münnerstadt und Ehingen (Württ.) sowie seinem Dienst als Einjährig-Freiwilliger im 2. Bayerischen Feldartillerie-Regiment in Würzburg studierte Meisner Rechtswissenschaften an den Universitäten Würzburg und Greifswald. Er war Mitglied der Corps Moenania Würzburg und Guestfalia Greifswald. Nach Beendigung seiner Studien ließ er sich als Rechtsanwalt in Würzburg nieder. Er verfasste mehrere juristische Werke, die zum Teil nach seinem Tod von anderen Bearbeitern fortgeführt wurden und in weiteren Auflagen erschienen.
Nach dem Ende des Ersten Weltkrieges trat Meisner in die Deutsche Demokratische Partei ein. Im Mai 1919 zog er im Nachrückverfahren für seinen ausgeschiedenen Parteikollegen Christian Ritter von Langheinrich in die Weimarer Nationalversammlung ein, in der er bis zum Zusammentritt des ersten regulären Reichstags der Republik den Wahlkreis 26 (Ober-, Mittel- und Unterfranken) vertrat. Dort war er als möglicher Reichswehrminister im Gespräch.
Als Alter Herr engagierte er sich auch auf Verbandsebene im VAC und KSCV.
Bis 1934 nahm er an 20 ordentlichen und außerordentlichen Kösener Congressen teil. In 1924 wandte er sich gegen die weitere Aufnahme neuer Corps in den KSCV und gegen die große Zahl von Bandverleihungen an Alte Herren. Er war der Auffassung, das Band müsse auf der Universität verdient werden. Weiter setzte sich für höhere Anforderungen für den Erwerb des Bands ein. Außerdem vertrat er den Grundsatz der Souveränität des aktiven Corps und kritisierte dem Einfluss der Altherrenschaften auf den Kösener Congress.
Er war viele Jahre Mitglied der Statutenkommission und arbeitete als solches an den Kösener Statuten von 1927 mit. Weiterhin war er ab 1930 zusätzlich Vorsitzender des Corpszeitungsausschusses und leitete damit die Redaktionsarbeit der Deutschen Corpszeitung wie auch den corpsstudentischen Verlag in Frankfurt am Main. Die Zahl der Leser überschritt unter seiner Obhut erstmals die Zahl von 10.000.

## Veröffentlichungen
- Die Deutsche Corpszeitung, DCZ 50 (1933/31), S. 4–7
- Der Studenten-Dichter und Studenten-Historiker Adolf Pernwerth von Bärnstein (Moenaniae), DCZ 50 (1933/34), S. 42–45
- Die corpsstudentische Idee (Frankfurt am Main 1934)
- Die Politik Bismarcks bis zum Weltkriege
- Militärversorgungsrecht (München 1919)
- Der Eigentumsvorbehalt (München 1932)
- Der Studenten-Dichter und Studenten-Historiker Adolf Pernwerth von Bärnstein
- Die corpsstudentische Idee (Frankfurt am Main 1934)
- Anwaltsbrevier (2. Aufl., Berlin 1971)
- Nachbarrecht im Bundesgebiet (ohne Bayern) (5. Aufl., Berlin 1970)
- Nachbarrecht in Bayern (7. Aufl., München 1986)